# Episparis hyalinata
Episparis hyalinata là một loài bướm đêm trong họ Erebidae.